# حزب الحل الديمقراطي الكردستاني
حزب الحل الديمقراطي الكردستاني (بالكردية: پارتی چارەسەری دیموکراتیی کوردستان، ويُعرف اختصارًا بـ PÇDK) هو حزب سياسي محظور ينشط في إقليم كردستان العراق، وقد تأسس في عام 2002. ينتمي الحزب إلى اتحاد مجتمعات كردستان، الذي يضم أيضًا حزب العمال الكردستاني الأكبر حجمًا.
لم يتمكن الحزب من تحقيق النجاح الذي حققته الأحزاب الشقيقة الأخرى، مثل حزب العمال الكردستاني في كردستان تركيا وحزب الاتحاد الديمقراطي في كردستان سوريا. قامت السلطات في إقليم كردستان بقيادة الحزب الديمقراطي الكردستاني بإغلاق مقرات حزب الحل الديمقراطي الكردستاني وحظر نشاطه في الإقليم، إلا أن الحزب استمر في ممارسة نشاطاته بشكل غير رسمي. شارك الحزب في الانتخابات البرلمانية لإقليم كردستان عام 2005 و2009 لكنه لم يتمكن من الفوز بأي مقاعد.
شارك حزب الحل الديمقراطي الكردستاني أيضًا في الانتخابات البرلمانية لإقليم كردستان التي جرت في 21 سبتمبر 2013، وحصل على 3,605 أصوات، أي ما يعادل نسبة 0.18%، دون أن يتمكن من الفوز بأي مقعد. تعرض الحزب قبل الانتخابات لضغوط من تركيا أدت إلى رفض منحه ترخيصًا رسميًا لمزاولة نشاطاته، إلا أنه تمكن في النهاية من المشاركة في الانتخابات.
في 20 مايو 2014، اعتقلت قوات الأمن التابعة للحزب الديمقراطي الكردستاني عددًا من أعضاء حزب الحل الديمقراطي الكردستاني خلال عمليات استهدفت منظمات معارضة مختلفة في مدن أربيل ودهوك وزاخو. وتم تبرير هذه العمليات بحظر الحزب قبل أيام قليلة، وذلك عقب تنظيمه مظاهرة أمام برلمان إقليم كردستان لإحياء ذكرى مذبحة ارتكبها الحزب الديمقراطي الكردستاني بحق أعضاء حزب العمال الكردستاني في أربيل عام 1997 خلال الحرب الأهلية في كردستان العراق. في عام 2015، أعلن حزب الحل الديمقراطي الكردستاني حل نفسه، وتم تأسيس حركة حرية مجتمع كردستان بدلاً عنه.

## المواقف والعلاقات الدولية

### المواقف
نظرًا لأن النسوية كانت جزءًا من أيديولوجية الحزب، فقد كان لديه أكبر عدد من المرشحات النساء مقارنة بجميع الأحزاب الأخرى في كردستان خلال الانتخابات البرلمانية لعام 2013. وفقًا لحسن جودي، مدير مكتب الانتخابات في الحزب فإن أحد الأهداف الرئيسية للحزب هو أن لا تقل نسبة مشاركة النساء عن 50%. في عام 2013، ترأست قائمة الحزب امرأة هي نجيبة محمود. على الرغم من نفي الحزب أنه يعتبر واجهة لمقاتلي حزب العمال الكردستاني إلا أنه يعترف بتقاسم الأيديولوجية معهم. الشخصية المركزية في الحركة الكردية اليسارية لحزب العمال الكردستاني والفروع المرتبطة به هي عبد الله أوجلان. كان الحزب تاريخيًا منظمة ماركسية لكنه أعاد تقييم أيديولوجيته بعد انهيار الاتحاد السوفيتي. حاليًا يُعتبر الحزب ديمقراطيًا اشتراكيًا، ويتبع توجه عبد الله أوجلان إلى جانب توجهات أخرى، تمامًا كما يفعل حزب العمال.

### العلاقات الدولية
على الرغم من إعلان الولايات المتحدة حزب العمال الكردستاني منظمة إرهابية، يتخذ حزب الحل الكردستاني موقفًا محايدًا تجاه أمريكا. في تصريح للزعيم السابق للحزب فياق كولبي قال فيه: "كنا نعتبر الولايات المتحدة أعظم القوى الإمبريالية على الإطلاق. كنا منظمة ماركسية تسعى لتحقيق مستقبل اشتراكي. ولكن بعد انهيار الاتحاد السوفيتي، بدأنا في إعادة تقييم الماركسية، وكتب زعيم حزب العمال الكردستاني عبد الله أوجلان العديد من الكتب حول هذا الموضوع". وأضاف: "في عصر العولمة، لا يمكنك تجاهل الحقائق. لذلك تبنينا الديمقراطية والفيدرالية بدلاً من ذلك. وبعد تحرير العراق والإطاحة بصدام حسين، تغيرت العديد من الأمور، خاصة في ما يتعلق بالولايات المتحدة".  
تُعد علاقات الحزب مع تركيا سلبية للغاية بسبب الروابط العديدة بين حزب العمال الكردستاني وحزب الحل الديمقراطي الكردستاني. تخشى الحكومة التركية من أن يتمكن الحزب من تعزيز قوته في كردستان وتحويل المنطقة إلى معقل أقوى لحزب العمال الكردستاني (الذي ينشط بشكل رئيسي في جبل قنديل وعلى الجبهة ضد تنظيم داعش). بناءً على ذلك، ضغطت الحكومة التركية على حكومة إقليم كردستان لمنع صعود حزب الحل الديمقراطي الكردستاني، مما أدى إلى رفض منح التراخيص له خلال الانتخابات وحلّ مقرات الحزب.  
من جهته اتهم حزب الحل الديمقراطي الكردستاني تركيا وحزب العدالة والتنمية في بيان صدر نهاية عام 2011 بالتخطيط لارتكاب مجازر ضد الشعب الكردي باستخدام أسلحة كيميائية وأخرى محظورة، والقتال دون أي مبادئ أخلاقية. كما ادعى الحزب أن "المجتمع الدولي والمؤسسات والدول التي تُسمى ديمقراطية قد التزمت الصمت تجاه هذه الجرائم". وقام الحزب بمناشدة قوات البيشمركة للقيام بواجبها الوطني وحماية الأكراد في تركيا من المجازر.  